# Association Sportive Montferrandaise Clermont Auvergne
A Association Sportive Montferrandaise Clermont Auvergne é um clube de rugby da cidade de Clermont-Ferrand, na França. Fundada em 1911, é a atual campeã do Top 14, o campeonato francês. Também participa do campeonato europeu, a Heineken Cup.

## História

### Início
O clube foi criado em 1911 por Marcel Michelin, com o nome de Associação Esportiva Michelin e era um clube que reunia esportes distintos, tais quais o rugby, o futebol e o cross. Depois também abriu as portas para a esgrima o tênis e o ciclismo. As suas cores seriam azul e amarelo. O nome veio a ser trocado para evitar a propaganda.

### Chegada à elite do rugby francês
Em 1925, em uma partida contra o Biarritz Olympique, o Clermont conseguiu uma vaga da divisão de elite, hoje chamada Top 14. Está na divisão principal desde então. Em 1935-36, o clube chega à sua primeira final de campeonato, que disputaria contra o RC Narbonne, em Toulouse. No ano seguinte, novamente chegou à final, dessa vez contra o CS Vienne. Seu primeiro título de expressão veio no Challenge Yves du Manoir, em 1938.

### Pós-guerra
Durante a Segunda Guerra Mundial, o Clermont perdeu vários jogadores na batalha, mas ainda assim, em 1945, chegou pela primeira vez à final da Copa da França, onde perdeu para o SU Agen. Na década de 1960, consegue reerguer-se e em 1970, chegou novamente à final do campeonato francês, dessa vez contra o La Voulte. Perdeu novamente. Entretanto, em 1976, conquistou novamente o Challenge Yves du Manoir.

### Vice-campeonatos e a consagração
No ano de 1978, chegou mais uma vez à final do campeonato, desta vez contra o AS Béziers. Foi derrotado, resultado que se repetiu em 1994, contra o Stade Toulousain. Já somavam-se cinco vice-campeonatos nacionais, e mais tarde, em 1999, com o início do profissionalismo foi campeão da Challenge Cup, a segunda competição continental de rugby mais importante da Europa. Nesse ano porém, foi vice pela sexta vez. No ano de 2000, graças ao seu desempenho no ano anterior, participou pela primeira vez da Heineken Cup,  chegando já de primeira às quartas-de-final, onde foi eliminado novamente pelo carrasco Stade Toulousain.
Em 2001 repetiu o desempenho, sendo eliminado pelo Castres Olympique, e ainda nesse ano acumulou o seu sétimo vice-campeonato nacional. Em 2004, chegou à final da Challenge Cup, visando o bi-campeonato, mas acabou perdendo para o Harlequins. Este bi-campeonato veio a ser conquistado na temporada 2006-07, ao derrotar o Bath na final. Seguiram-se então de 2007 a 2009 três vice-campeonatos nacionais, contra Stade Français, Stade Toulousain e USA Perpignan respectivamente. A este ponto, o Clermont já tinha chegado a dez finais nacionais, mas não ganhara nenhuma dentre elas.
Em 2010, não querendo deixar escapar o troféu novamente, o Clermont reforçou-se com estrelas como Morgan Parra, Kevin Senio, Lionel Faure, Jason White, Tasesa Lavea, Gavin Williams, e Willie Wepner. Com essa equipe galáctica, o clube classificou-se para a semi-finais após uma partida incrível contra o RC Toulon. Nas semi-finais seu adversário seria o Stade Français, e então ganhou, passando para a final contra o USA Perpignan, seu carrasco do ano anterior. Numa partida disputada, o Clermont arrancou um placar de 19-6, e quebrou o tabu, conquistando o seu primeiro título do Top 14.

## Diretoria
Atualmente é presidido por Éric de Cromières